# Палу деј Мори (Верона)
Палу деј Мори је насеље у Италији у округу Верона, региону Венето.
Према процени из 2011. у насељу је живело 26 становника. Насеље се налази на надморској висини од 103 м.